# 拉傑拉爾德·維克
拉傑拉爾德·蒙特雷爾·維克（1997年1月12日—）為美國男子籃球運動員。
維克來自田纳西州孟菲斯道格拉斯高中，2014年10月承諾2016年進入南方卫理公会大学就讀，會先讀一年預科學校。2015年5月初維克撤回就讀南方卫理公会大学的承諾，於5月中旬維克承諾就讀堪萨斯大学，6月維克決定2015年加入堪萨斯大学。2018年4月就讀大三的維克表示放棄大四賽季，展開職業生涯，但在5月底退出NBA选秀。6月底維克宣布重返校隊完成大四賽季。2019年2月維克因個人事務暫時離開校隊，最終缺席校隊最後13場比賽。
2019年9月維克到臺灣代表九太科技參加觀護盃進行測試，最終未獲得球隊青睞，第17季SBL超級籃球聯賽開打前加入裕隆納智捷，但被執行教練李啟億批評進攻時間的觀念還停留在大學時期，之後被馬庫斯·基恩替換，維克留下出賽兩場，場均18.5分、6.5籃板的表現。

## 外部連結
- 拉傑拉爾德·維克在fiba.basketball（英语）
- 拉傑拉爾德·維克在Sports-Reference.com（NCAA）（英语）
- 拉傑拉爾德·維克在Eurobasket.com（球員）（英语）
- 拉傑拉爾德·維克在RealGM（英语）
- 拉傑拉爾德·維克在Proballers（英语）